# ماريا بيبي
ماريا بيبي (بالإنجليزية: Maria Pepe)‏ هي لاعب كرة قاعدة أمريكية، ولدت في 1960.